# IEC 60309

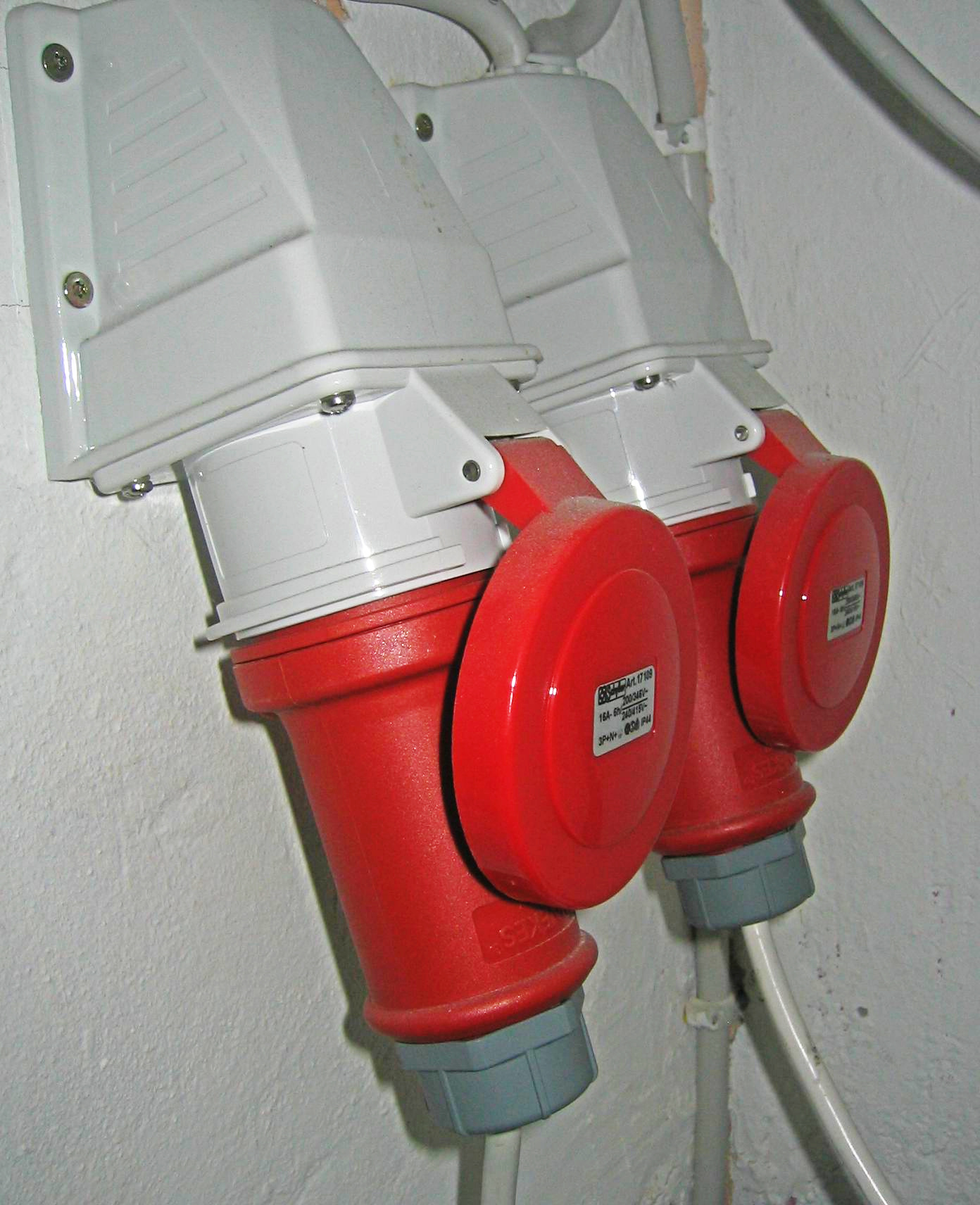
Två IEC-60309 anslutningsdon

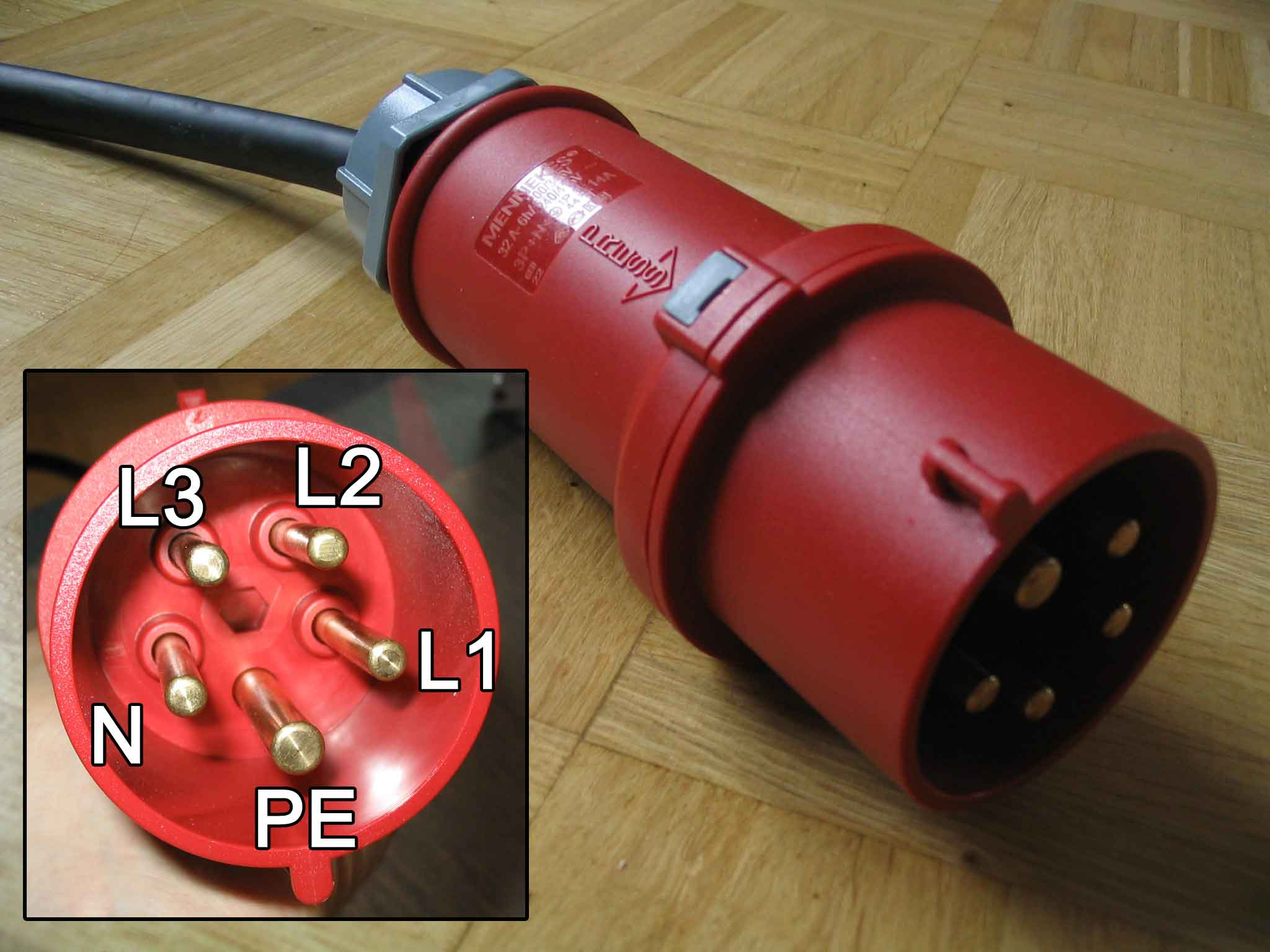
32A 400V 3F+N+ 6h Stickkontakt

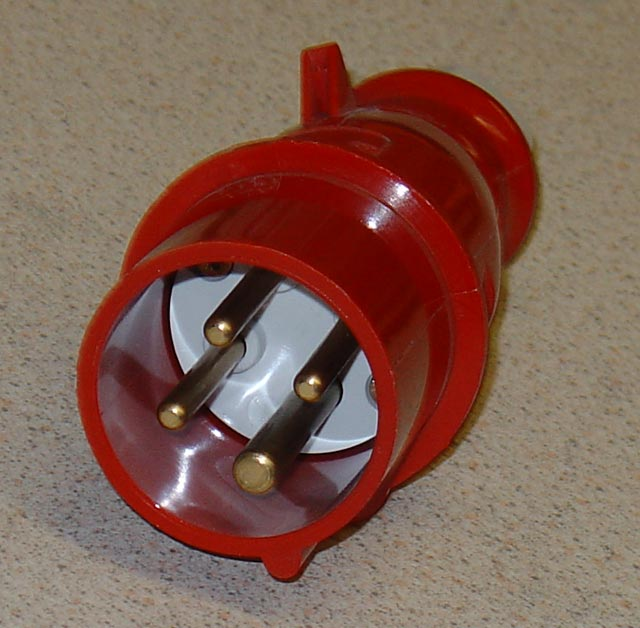
16A 400V 3F+ 6h Stickkontakt

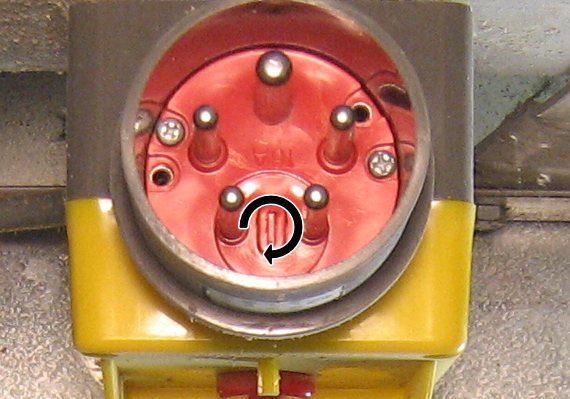
Stickpropp med fasvändare

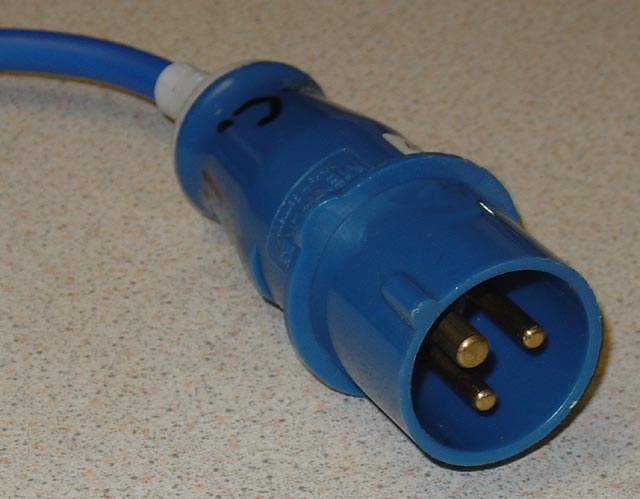
16A 230V F+N+ 6h Stickkontakt

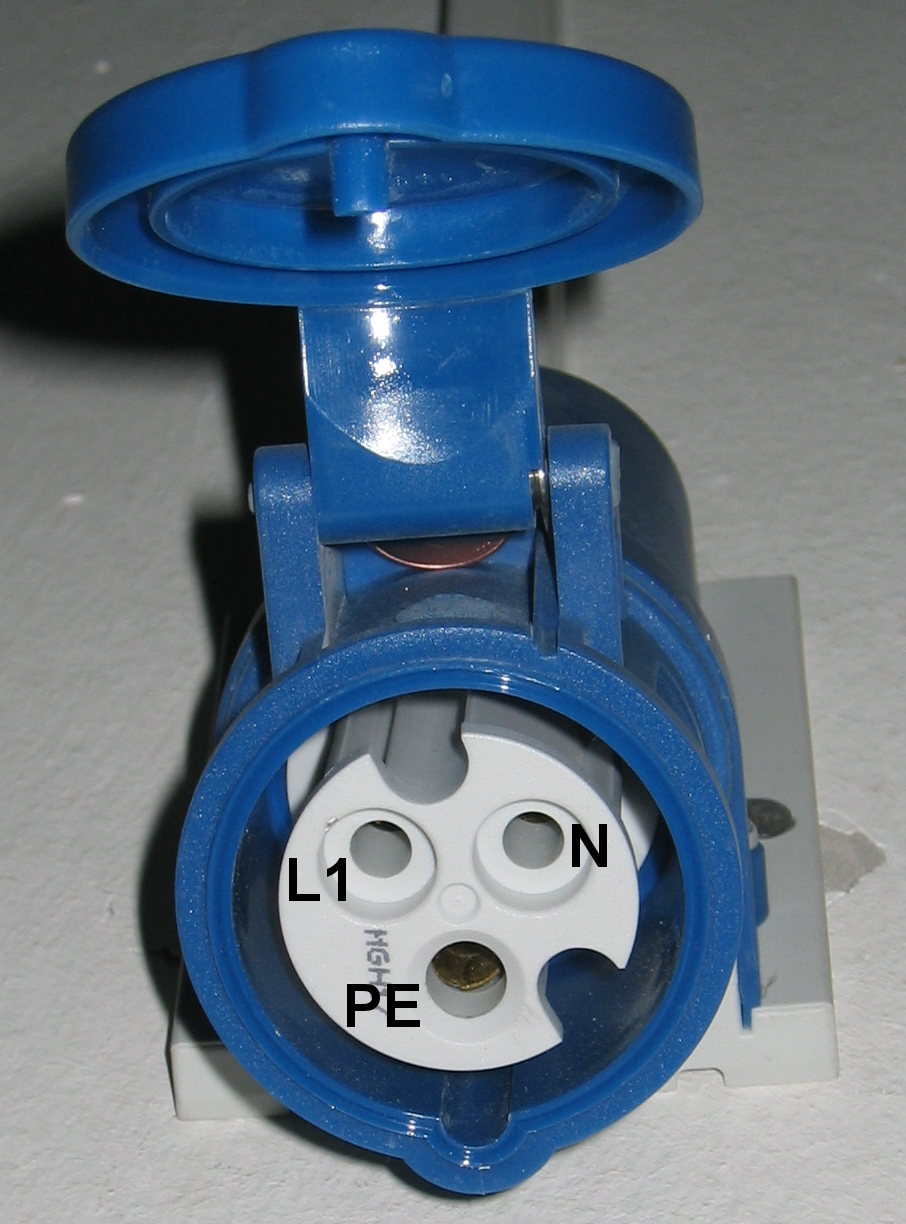
16A 230V F+N+ 6h Uttag

CEE-kontakter (från Commission internationale de réglementation en vue de l'approbation de l'équipement électrique; Internationella kommissionen för regler om godkännande av elektriska produkter) har övertagits i IEC 60309 (tidigare IEC 309) som en internationell standard från IEC för "Stickproppar, vägguttag och apparatanslutningsdon för industribruk". I Sverige är den fastställd som svensk standard och benämns SS-EN 60309, i Tyskland DIN EN 60309, Österrike OEVE / BSI BS EN 60309, och i Schweiz SN EN 60309.
Den, av standarden, högsta tillåtna spänningen är 690 V likspänning eller växelspänning; Högsta tillåtna ström, 250 A; och den högsta frekvensen, 500 Hz. Temperaturområdet är −25 °C till 40 °C.

## Ingående delar
IEC 60309-1 specificerar allmänna funktionskrav och säkerhetskrav.
IEC 60309-2 specificerar ett antal anslutningsdon cirkulär höljen, och olika antal och arrangemang av stift för olika tillämpningar med specifikationstexten "Fordringar på dimensionell oförväxelbarhet för uttagsdon med stift och kontakthylsor".
IEC 60309-3 behandlade anslutningsdon för användning i explosiva miljöer, men drogs tillbaka 1998.
IEC 60309-4 behandlar uttag och skarvuttag med brytare med eller utan förregling.

## Fysiskt utförande
IEC 60309-2 anslutningar finns i många varianter och har utformats så att en kontakt av en viss typ endast passar i ett uttag av samma typ.
Dessutom är utformningen av kontaktstiften och diametern på kontakten beroende på dess kapacitet. Det finns en skillnad mellan de nominella strömstyrkorna 16 A, 32 A, 63 A och 125 A. Detta gör det omöjligt att ansluta stickproppar och uttag med olika kapacitet.
Det finns anslutningsdon med två, tre, fyra, fem eller sju kontaktstift. Alla stift är cirkulärt placerade i kontakthuset.
Till skillnad från den hushållsbruk använda stickkontakten är utformningen av IEC-60309-2 kontakter utförda för optimal kraftöverföring, med stora kontaktytor mellan stiften i kontakten och kontakthylsorna i uttaget. Kontakthylsorna är ofta i slitsad mässing så att nästan hela hylsans yta kan nyttjas för överföringen. Man försöker därmed motverka den oönskade uppvärmningen vid hög last.
Som nackdelar kan ses det relativt stora formatet och den ofta höga kraft som behövs för ihop och isärkoppling.

## Identifiering
Stickproppar och uttag enligt IEC 60309 är färgkodade. För de vanligaste användningsområdena (där frekvensen är 50 Hz eller 60 Hz), är kodningen baserad på den i anslutningen högsta ingående spänningen. (Vid flerfassystem fas-tillfas spänning eller vid enfas fas-till-jord spänning. För högre frekvenser används gröna anslutningsdon.

### Färgkodning
| Spänningsområde          | Färg  |
| ------------------------ | ----- |
| 20–25V                   | lila  |
| 40–50V                   | vit   |
| 100–130V                 | gul   |
| 200–250V                 | blå   |
| 380–480V                 | röd   |
| 500–690V                 | svart |
| Frekvens >60 Hz – 500 Hz | grön  |
| Annat än ovanstående     | grå   |

## Position skyddsjordsstift
Olika spänningar och frekvenser för anslutningarna definieras av positionen för skyddsjordsstiftet. Skyddsjordsstiftet kan vara placerat i en av tolv möjliga positioner med 30 graders delning. Position 6 (klockan 6) markeras av kontakthusets styrstift/skåra. Vid märkning av kontakter skrivs positionen ofta som 6h. Dessutom är skyddsledaren tjockare än resten av kontakterna. Detta för att förhindra felaktig inkoppling eller polvändning.
|                            |    | antal stift (F=Fas, N=Nolledare, S=Skyddsjord) | antal stift (F=Fas, N=Nolledare, S=Skyddsjord) | antal stift (F=Fas, N=Nolledare, S=Skyddsjord)    |
|                            |    | F+N+S/2F+S                                     | 3F+S                                           | 3F+N+S                                            |
| Skyddsjord stift placering |    |                                                |                                                |                                                   |
| -------------------------- | -- | ---------------------------------------------- | ---------------------------------------------- | ------------------------------------------------- |
| Skyddsjord stift placering | 2  | >50 V, 300–500 Hz, grönt kontakthus            | >50 V, 300–500 Hz, grönt kontakthus            | >50 V, 300–500 Hz, grönt kontakthus               |
| Skyddsjord stift placering | 3  | 50-250 V AC                                    | 380 V, 50 Hz rött kontakthus 440 V, 60 Hz      | 220/380 V, 50 Hz rött kontakthus 250/440 V, 60 Hz |
| Skyddsjord stift placering | 4  | 100-130 V AC, gult kontakthus                  | 100-130 V AC, gult kontakthus                  | 57/100 - 75/130 V AC, gult kontakthus             |
| Skyddsjord stift placering | 5  | 277 V, 60 Hz                                   | 600-690 V AC, svart kontakthus                 | 347/600 - 400/690 V AC, svart kontakthus          |
| Skyddsjord stift placering | 6  | 200-250 V AC, blått kontakthus                 | 380-415 V AC, rött kontakthus                  | 200/346 - 240/415 V AC, rött kontakthus           |
| Skyddsjord stift placering | 7  | 480-500 V AC, svart kontakthus                 | 480-500 V AC, svart kontakthus                 | 277/480 V - 288/500 V AC, svart kontakthus        |
| Skyddsjord stift placering | 8  | 250 V DC                                       | -                                              | -                                                 |
| Skyddsjord stift placering | 9  | 380-415 V AC, rött kontakthus                  | 200-250 V AC, blått kontakthus                 | 120/208 V - 144/250 V AC, blått kontakthus        |
| Skyddsjord stift placering | 10 | -                                              | >50 V, 100–300 Hz, grönt kontakthus            | -                                                 |
| Skyddsjord stift placering | 11 | -                                              | 440-460 V, 60 Hz, rött kontakthus              | 250/440 V - 265/460 V, 60 Hz, rött kontakthus     |
| Skyddsjord stift placering | 12 | -                                              | -                                              | -                                                 |

## Vanliga användningsområden

### Röd trefas
För drift av apparater större effektbehov används nästan alltid den röda kontakten "3F + N + S 6h", mestadels i versioner för 16 A, 32 A och 63A. Andra 3-fas kontakttyper än IEC 60309, t.ex. SEMKO 17, är nu nästan helt ersatta. (Ett konkurrerande system som fortfarande finns kvar är Perilex, men det används i stort sett endast för 3-fas anslutning av hushållsspisar.)

#### Anslutning
De fem stiften är placerade i en cirkel med skyddsjordstiftet markerat som längre och tjockare. När man tittar på ett uttag är ordningen medurs från skyddsjordstiftet fas-1, fas-2 fas-3 följt av noll-ledaren.
| Ledare     | Placering (klockan) | Kabelfärg |
| ---------- | ------------------- | --------- |
| Skyddsjord | 6                   | gul/grön  |
| Fas-1      | 8                   | brun      |
| Fas-2      | 11                  | svart     |
| Fas-3      | 1                   | grå       |
| Nolla      | 4                   | blå       |

För att enkelt kunna byta rotationsriktning på faserna för till exempel en ansluten maskin med asynkronmotor finns särskilda stickkontakter där två av fasstiften kan vridas runt så att de byter plats.

### Blå enfas
Den andra vanligast förekommande IEC 60309 kontakten när den blå "F + N + S, 6h" som är ett robustare alternativ till den vanliga jordade Schuko-kontakten.
Fördelarna är bland annat bättre mekaniskt skydd för stiften, bättre elektrisk kontakt, mekanisk spärr för oavsiktlig urkoppling. (Stickontakten har en klack som hakar i uttagets skyddslock, varför kontakten inte kan dras ur utan att man lyfter på locket). En större internationell standardisering är också en fördel.
Det är särskilt vanligt att kontakten används för elanslutning av campingfordon såsom husvagnar och husbilar. Uttaget är i stort sett standard på campingplatser och småbåtshamnar, där den används till stor del beroende på att IEC 60309 standardanslutningar håller kapslingsklass IP44 och om ett uttag monteras nedåtriktat når det kapslingsklass IP53 vilket är fullgott för användning i utomhus under alla väderförhållanden.

#### Anslutning
De tre stiften ansluts på motsvarande sätt som för den röda 3-faskontakten, d.v.s. medurs i ordningen från skyddsjord kommer först fas följt av nolla.
| Ledare     | Placering (klockan) | Kabelfärg |
| ---------- | ------------------- | --------- |
| Skyddsjord | 6                   | gul/grön  |
| Fas        | 10                  | brun      |
| Nolla      | 2                   | blå       |